# White Chocolate
White Chocolate es el álbum homónimo debut de la banda del mismo nombre. Fue publicado en diciembre de 1973 por RCA Records.

## Recepción de la crítica
Un escritor no especificado de la revista Billboard escribió: “El rock con sabor a soul se destila aquí con un estilo hirviente y un efecto trepidante. El grupo oscila entre el rock puro y conseguir su sentimiento en una bolsa de blues comercial, pero «Sad Eyes» es un buen sonido suave para el mercado actual”.

## Lista de canciones
Todas las canciones escritas y compuestas por Charlie Karp y David Hull, excepto donde esta anotado. 
| Lado uno |                                          |          |  |
| N.º      | Título                                   | Duración |  |
| 1.       | «Getting Ready to Rock & Roll» (Karp)    | 2:48     |  |
| 2.       | «Midnight Flight» (Karp)                 | 3:00     |  |
| 3.       | «I'm Crying»                             | 3:35     |  |
| 4.       | «Past History»                           | 3:02     |  |
| 5.       | «Make It Easy» (Karp, Hull, Jimmy Maher) | 3:37     |  |

| Lado dos |                                                 |          |  |
| N.º      | Título                                          | Duración |  |
| 1.       | «Let's Get Funked» (Karp, Hull, Richard Gordon) | 3:26     |  |
| 2.       | «Outcast»                                       | 4:10     |  |
| 3.       | «Sad Eyes» (Karp)                               | 3:32     |  |
| 4.       | «Looking for Love»                              | 3:51     |  |
| 5.       | «I'm Alive»                                     | 4:33     |  |

## Créditos y personal
Créditos adaptados desde las notas de álbum de White Chocolate.
White Chocolate
- Charlie Karp – guitarra, voz principal
- David Hull – bajo eléctrico, coros
- Jimmy Maher – batería, coros

Músicos adicionales
- André Lewis – teclados
- Maxayn Lewis – coros
- Gene Hull – saxofón, arreglos de trompa
- Jerry Marant – trompeta
- Candido – conga
- Jerry Mirliani – arreglos de trompa

Personal técnico
- Bruce Somerfeld – productor
- Charlie Karp – productor
- Eric Burgess – tour manager
- Joey Wiring – road manager
- David (Zap) Yakoubian – fotografía
- Herbert Worthington – fotografía
- Richard Gordon – fotografía
- Joe Stelmach – diseño de portada
- Craig DeCamps – notas de álbum